# Conistra pulverea
Conistra pulverea là một loài bướm đêm trong họ Noctuidae.